# Nikita Bell
Nikita Shamika Bell (ur. 26 stycznia 1983 w Columbus) – amerykańska koszykarka występująca na pozycjach rzucającej oraz skrzydłowej.

## Osiągnięcia
Stan na 13 maja 2016, na podstawie, o ile nie zaznaczono inaczej.

### NCAA
- Uczestniczka:
  - NCAA Elite Eight (2005)
  - NCAA Sweet Sixteen (2002, 2005)
  - turnieju NCAA (2002–2005)
- Mistrzyni:
  - turnieju konferencji Atlantic Coast (ACC – 2005)
  - sezonu regularnego ACC (2005)
- Defensorka Roku Konferencji ACC (2005)
- Wybrana do:
  - I składu:
    - defensywnego ACC (2003, 2005)
    - turnieju ACC (2005)
    - ACC Preseason (2003/04)

  - II składu ACC (2003)

Drużynowe
- Uczestniczka rozgrywek Eurocup (2009)[3]

Indywidualne
- MVP kolejki PLKK (12. – 2006, 12. – 2006/07, 16. – 2007, 21. – 2007, 14. – 2008, 13. – 2009)[4][5][6][7][8][9]
- Uczestniczka meczu gwiazd PLKK (2008)[10]
- Liderka[11]:
  - strzelczyń całego sezonu PLKK (2007)
  - PLKK w zbiórkach (2007)